# Anne Jenkin, Baroness Jenkin of Kennington

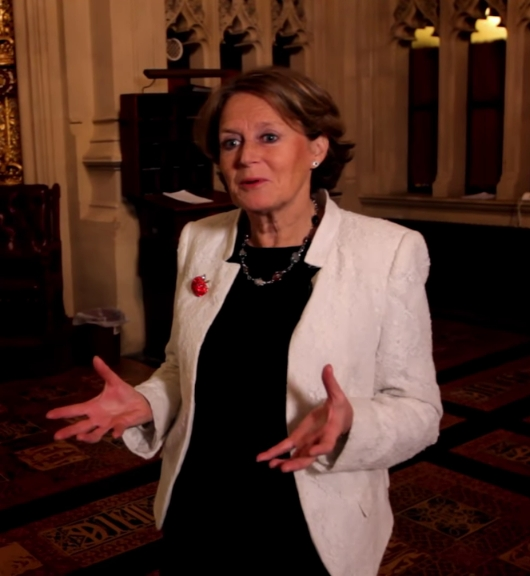
Anne Jenkin, Baroness Jenkin of Kennington

Anne Caroline Jenkin, Baroness Jenkin of Kennington (* 8. Dezember 1955) ist eine britische PR-Beraterin und Mitglied des House of Lords.
Sie wurde geboren als Anne Caroline Strutt am 8. Dezember 1955 als Tochter von the Hon. Charles Strutt und the Hon. Jean Davidson. Ihr Vater ist der Sohn des Physikers Robert Strutt, 4. Baron Rayleigh. Ihre Mutter ist die Tochter des konservativen Politikers J. C. C. Davidson, 1. Viscount Davidson und der Life Peeress Frances Davidson, Viscountess Davidson. Sie ist verheiratet mit dem konservativen Unterhausabgeordneten Bernard Jenkin, Sohn des konservativen Life Peers Patrick Jenkin, Baron Jenkin of Roding.
Am 26. Januar 2011 wurde sie als Baroness Jenkin of Kennington, of Hatfield Peverel in the County of Essex, zur Life Peeress erhoben und am 27.  Januar 2011 ins House of Lords eingeführt, wo sie für die Conservative Party sitzt.